# Aphaniosoma claridgei
Aphaniosoma claridgei is een vliegensoort uit de familie van de Chyromyidae. De wetenschappelijke naam van de soort is voor het eerst geldig gepubliceerd in 1995 door Ebejer.